# 诺盖拉德拉穆伊恩
诺盖拉德拉穆伊恩，是西班牙加利西亚自治区奥伦塞省的一个市镇。总面积98平方公里，总人口2531人（2001年），人口密度26人/平方公里。